# Triacontaèdre rhombique
En géométrie, le triacontaèdre rhombique est un polyèdre convexe avec 30 faces identiques en forme de losange (rhombe). Solide de Catalan, il est le dual  de l'icosidodécaèdre (solide d'Archimède), zonoèdre, il est également un des neuf polyèdres convexes isotoxaux, les autres étant les cinq solides de Platon, le cuboctaèdre, l'icosidodécaèdre, et le dodécaèdre rhombique.

## Propriétés
Le rapport de la grande diagonale sur la petite diagonale de chaque face est exactement égal au nombre d'or, φ, c’est-à-dire que les angles aigus sur chaque face mesurent 2 tan−1(1/φ) = tan−1(2), ou approximativement 63,43°.
Un losange ainsi obtenu est appelé un losange d'or.
Étant le dual d'un solide d'Archimède, le triacontaèdre rhombique est de faces uniformes, ce qui signifie que le groupe de symétrie du solide agit sur l'ensemble des faces transitivement : pour deux faces quelconques A et B, il existe une rotation ou une réflexion du solide qui le laisse occuper la même région d'espace lors du déplacement de la face A vers la face B. 

## Usages du triacontaèdre rhombique

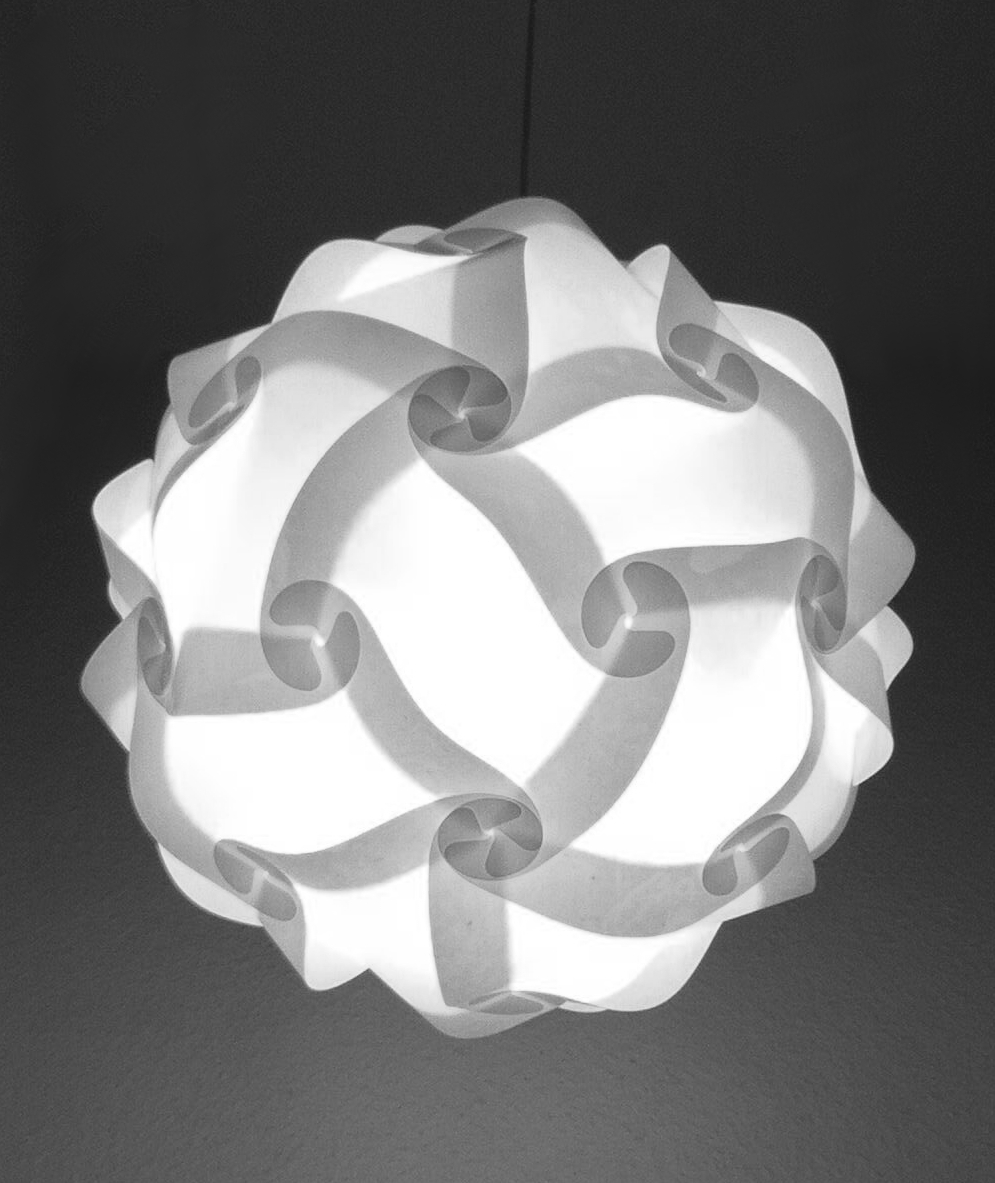
Lampe IQlight du concepteur danois Holger Strøm

Le concepteur danois Holger Strøm a utilisé le triacontaèdre rhombique comme une base pour la conception de sa lampe constructible IQlight. (IQ pour « Interlocking Quadrilaterals », quadrilatères interbloquants)
Dans certains jeux de rôle, même s'il y est peu utilisé, et pour l'utilisation en école élémentaire, le triacontaèdre rhombique est utilisé comme dé à trente faces « d30 ».

## Surface et volume
Si son arête est de longueur "a",
- Son volume vaut :

{\displaystyle V=a^{3}\times 4{\sqrt {5+2{\sqrt {5}}}}\approx a^{3}\times 12,3107}
- Sa surface vaut :

{\displaystyle A=a^{2}\times 12{\sqrt {5}}\approx a^{2}\times 26,8328}